# Proaza
Proaza es un concejo de la comunidad autónoma del Principado de Asturias. Limita al norte con Santo Adriano y Grado, al sur con Teverga y Quirós, al oeste con Yernes y Tameza y Teverga y al este con Quirós.

## Geografía
El área montañosa en el que se adentra el concejo está formado por una serie de cordales muy desarrollados y perpendiculares a la cordillera cantábrica, abriéndose camino entre ellos el río Trubia que dibuja hermosas vegas en su trayecto. Se origina de este modo una orografía con grandes diferencias en la que podemos observar suaves vegas y empinadas pendientes. Más del 60 % del terreno tiene una altitud mayor a los 400 metros, siendo el 34 % la proporción que supera los 800 metros. Así mismo, hay que destacar que la mitad de la superficie del concejo tiene una pendiente mayor al 50 %. Entre los sistemas montañosos del concejo destacaremos la peña Sobia en el sur, que contiene la altitud máxima con 1427 metros, las estribaciones del Aramo por el este, dando como alturas más destacadas el picu Cuornu con 1169 metros, el Picu Forcada con 1111 m y la de La Verde con 1169 m. Por el oeste nos encontramos con la sierra de Tameza, siendo sus picos más importantes, el Oubio con 1363 m, el Picupelau con 1354 m, el Pegaruces con 1161 m, y el Pedregal con 1120 m. Al fondo del valle del Trubia se hallan dos vegas situadas entre los 200 y 400 metros: La de Caranga y la de Proaza. 

### Hidrografía
Su principal río es el río Trubia, ya comentado anteriormente, y es el principal accidente fluvial del concejo. Forma un hermoso valle durante su trayecto y en ocasiones se encaja en imposibles cortadas destacando la de Penasxuntas dando lugar a desfiladeros increíbles. Otros ríos de importancia son el Murias, el Villamexín, el Serandi y el Sama que es el único que no da sus aguas al Trubia.

### Clima
Tan singular relieve provoca diversidades climáticas respecto a la zona en que nos encontremos, bien sea en las zonas altas del concejo o en sus valles, siendo en estas últimas zonas más benévolo el tiempo, con inviernos más templados y veranos cálidos y secos. También son destacables de la zona baja la abundancia de nieblas. De acuerdo a los datos de la tabla a continuación y a los criterios de la clasificación climática de Köppen modificada Proaza tiene un clima oceánico de tipo Cfb (templado sin estación seca).
| Parámetros climáticos promedio de Proaza en el periodo 1991-2019                                                                               | Parámetros climáticos promedio de Proaza en el periodo 1991-2019 | Parámetros climáticos promedio de Proaza en el periodo 1991-2019 | Parámetros climáticos promedio de Proaza en el periodo 1991-2019 | Parámetros climáticos promedio de Proaza en el periodo 1991-2019 | Parámetros climáticos promedio de Proaza en el periodo 1991-2019 | Parámetros climáticos promedio de Proaza en el periodo 1991-2019 | Parámetros climáticos promedio de Proaza en el periodo 1991-2019 | Parámetros climáticos promedio de Proaza en el periodo 1991-2019 | Parámetros climáticos promedio de Proaza en el periodo 1991-2019 | Parámetros climáticos promedio de Proaza en el periodo 1991-2019 | Parámetros climáticos promedio de Proaza en el periodo 1991-2019 | Parámetros climáticos promedio de Proaza en el periodo 1991-2019 | Parámetros climáticos promedio de Proaza en el periodo 1991-2019 |
| Mes | Ene.                                                             | Feb.                                                             | Mar.                                                             | Abr.                                                             | May.                                                             | Jun.                                                             | Jul.                                                             | Ago.                                                             | Sep.                                                             | Oct.                                                             | Nov.                                                             | Dic.                                                             | Anual                                                            |
| --- | ---------------------------------------------------------------- | ---------------------------------------------------------------- | ---------------------------------------------------------------- | ---------------------------------------------------------------- | ---------------------------------------------------------------- | ---------------------------------------------------------------- | ---------------------------------------------------------------- | ---------------------------------------------------------------- | ---------------------------------------------------------------- | ---------------------------------------------------------------- | ---------------------------------------------------------------- | ---------------------------------------------------------------- | ---------------------------------------------------------------- |
| Temp. máx. media (°C) | 9.5                                                              | 9.8                                                              | 12.5                                                             | 13.9                                                             | 16.4                                                             | 19.5                                                             | 21                                                               | 21.6                                                             | 20.1                                                             | 17.2                                                             | 11.9                                                             | 10.3                                                             | 15.3                                                             |
| Temp. media (°C) | 5.3                                                              | 5.4                                                              | 7.6                                                              | 9.3                                                              | 12                                                               | 15.2                                                             | 16.8                                                             | 17.1                                                             | 15.4                                                             | 12.5                                                             | 8                                                                | 6                                                                | 10.9                                                             |
| Temp. mín. media (°C) | 1.6                                                              | 1.3                                                              | 2.9                                                              | 4.6                                                              | 7.4                                                              | 10.9                                                             | 12.7                                                             | 12.9                                                             | 10.9                                                             | 8.3                                                              | 4.5                                                              | 2.3                                                              | 6.7                                                              |
| Precipitación total (mm) | 107                                                              | 92                                                               | 100                                                              | 122                                                              | 133                                                              | 104                                                              | 88                                                               | 93                                                               | 88                                                               | 114                                                              | 126                                                              | 108                                                              | 1270                                                             |
| Días de lluvias (≥ 1 mm) | 10                                                               | 9                                                                | 10                                                               | 12                                                               | 13                                                               | 11                                                               | 11                                                               | 11                                                               | 10                                                               | 10                                                               | 11                                                               | 10                                                               | 128                                                              |
| Humedad relativa (%) | 82                                                               | 81                                                               | 79                                                               | 80                                                               | 82                                                               | 83                                                               | 82                                                               | 82                                                               | 82                                                               | 81                                                               | 83                                                               | 81                                                               | 82                                                               |
| Fuente: Climate-data.org. Periodo de datos 1991-2021: Temperatura máx (°C), Temperatura mín (°C), Precipitación (mm), Humedad, Días lluviosos. |                                                                  |                                                                  |                                                                  |                                                                  |                                                                  |                                                                  |                                                                  |                                                                  |                                                                  |                                                                  |                                                                  |                                                                  |                                                                  |

## Vegetación
En cuanto su vegetación también existen diferencias según nos encontremos en zonas sombrías donde predominan los bosques de roble y de castaño, o bien zonas soleadas donde existen encinas, alisos, fresnos, sauces, olmos. También se dan cultivos de árboles frutales como manzanos y avellanos, siendo la manzana de Proaza de muy buena calidad para la elaboración de un producto tan propio y característico de nuestra región como es la sidra.

## Historia

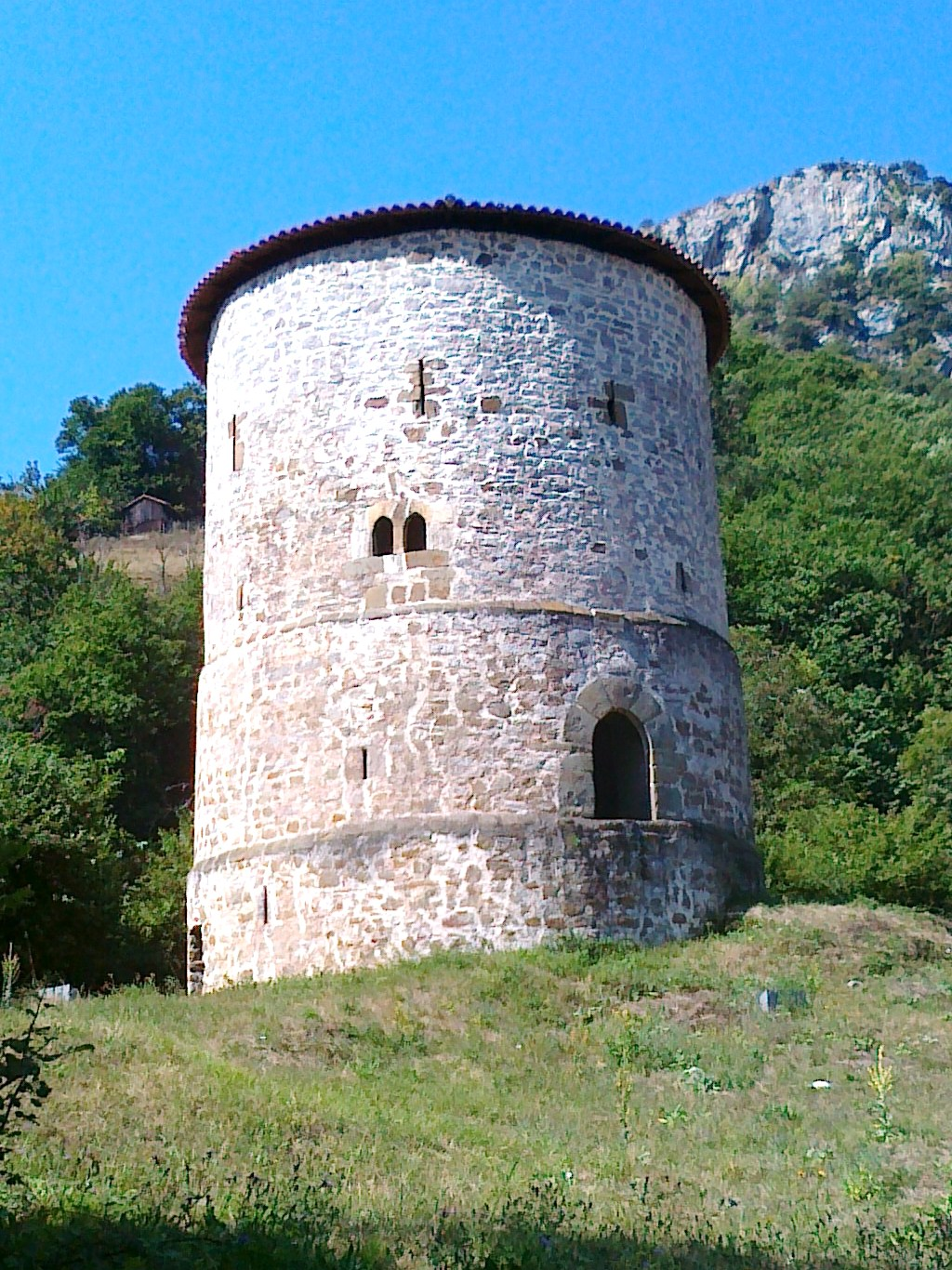
Torre de los González Tuñón

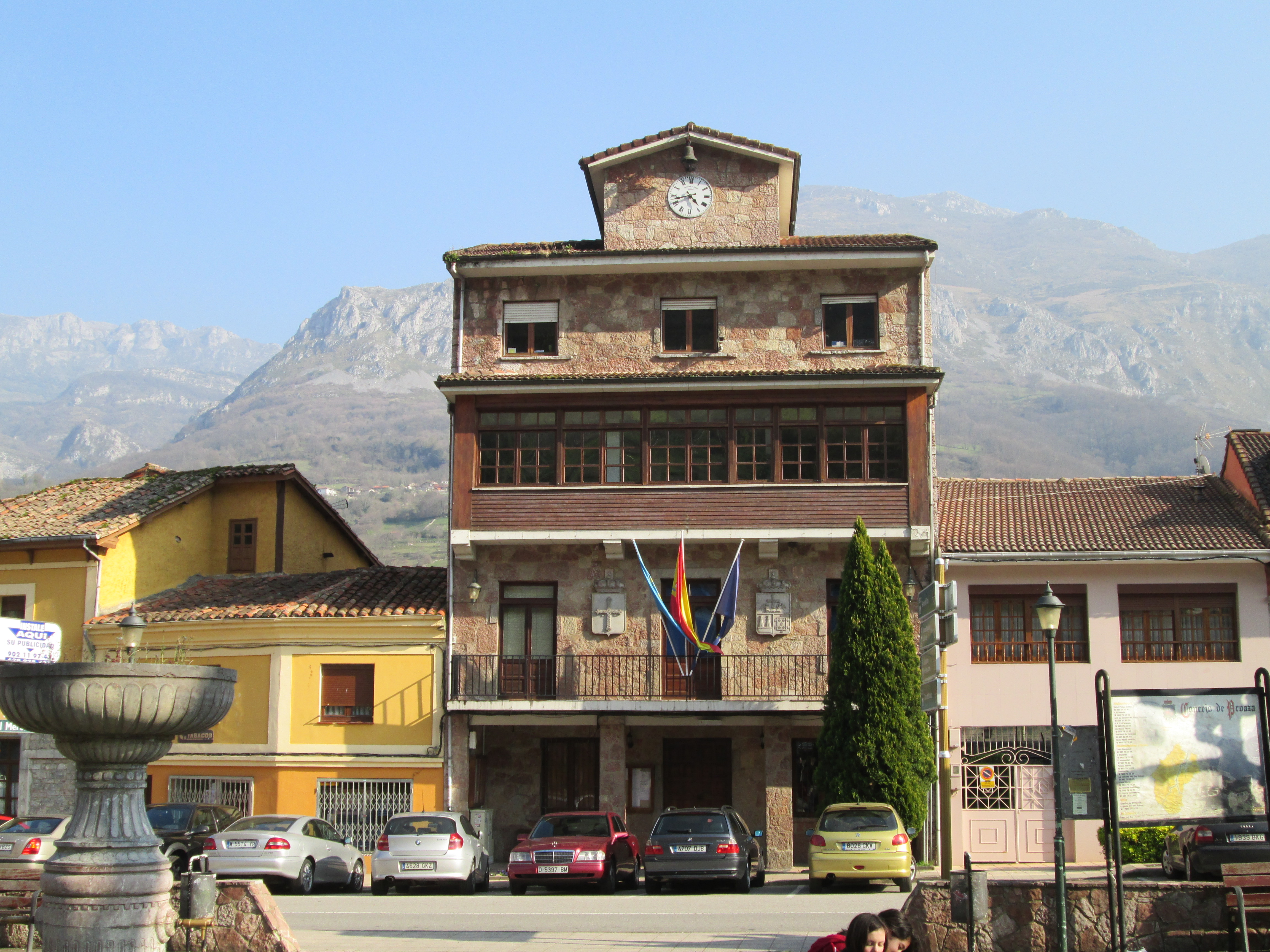
Casa consistorial

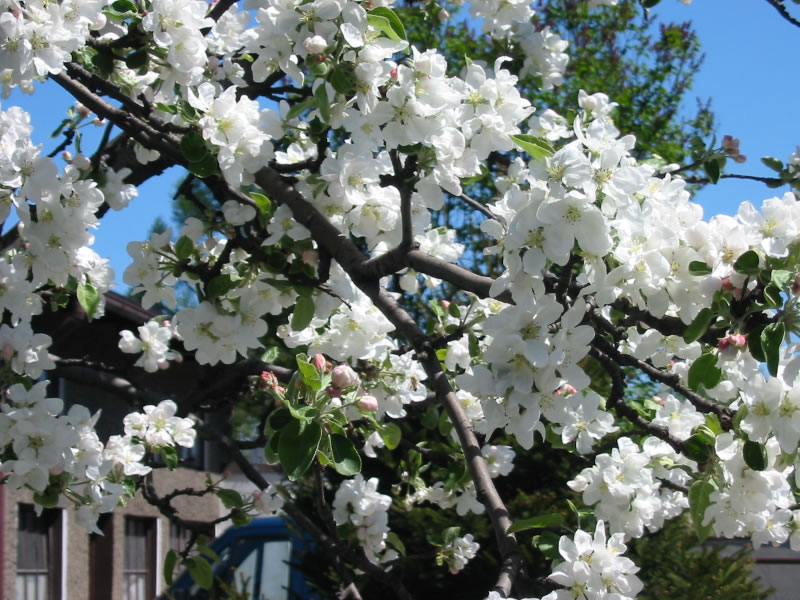
Manzano en flor

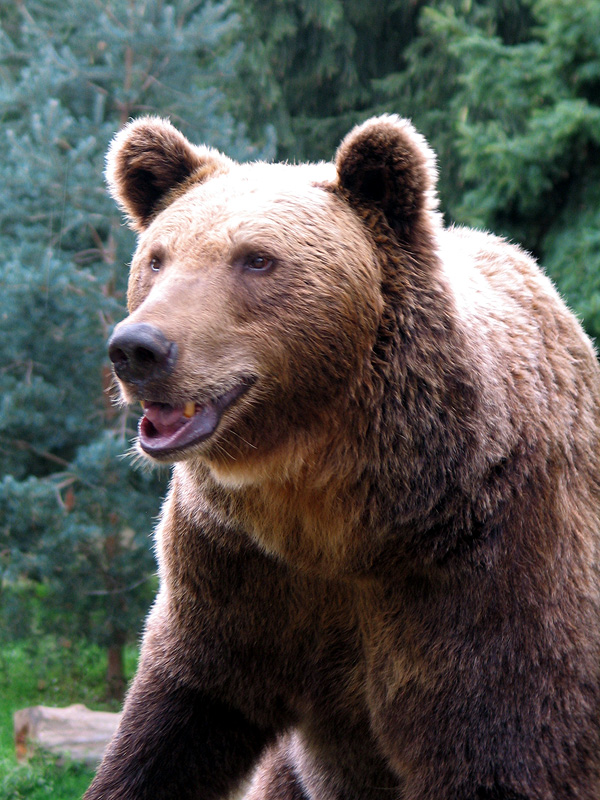
Oso pardo

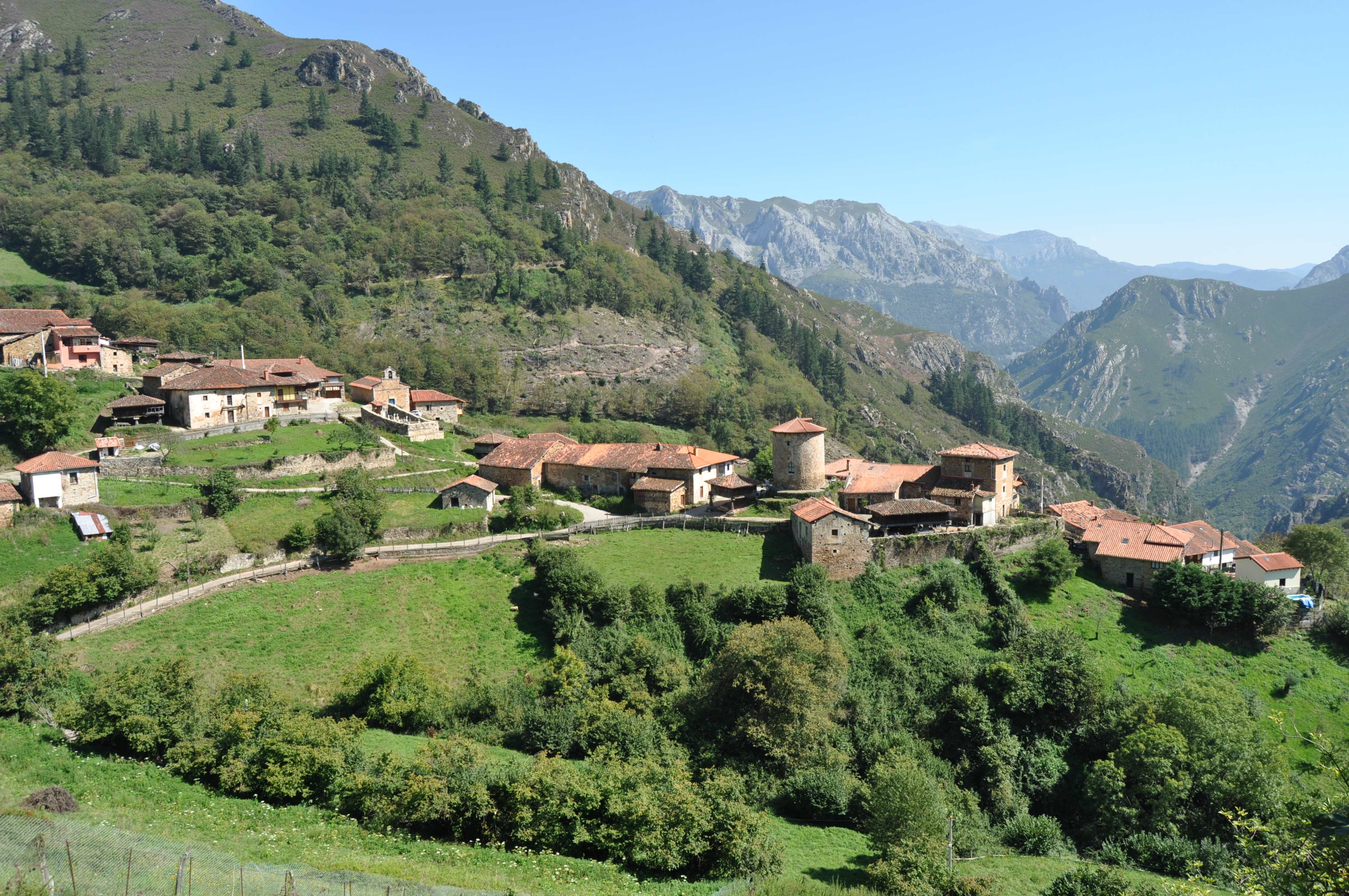
Bandujo

En Proaza se han encontrado hallazgos sueltos que nos trasladan a la época paleolítica. Dentro de estos hallazgos tenemos los materiales relacionados con la construcción de instrumentos líticos y encontrados en Samartín, Los Teyeros y el Castrillón. También se han encontrado lascas y núcleos en Bustiellu, Caranga d´Arriba y Valdearenas. Cerca de la capital, en La cueva aparecen restos de tallas y láminas asociadas a restos óseos. Por último son de destacar los cinco conjuntos tumulares hallados en el concejo, en el lago de Barreda, en el puerto de Sograndio, en Ranón, en la Cruz y en el collado de Canal Seca.
De la edificación castrense fueron encontrados varios asentamientos en L´Arbeal, Serande, El Picu´El Castiellu, El Picu´Castru y Bustiellu. Lo que no podemos afirmar de todos ellos es la etapa a la que se corresponden, pudiendo ser de la época prerromana o romana. De clara reminiscencia romana fue el hallazgo de un as de bronce encontrado en Bandujo.
En la época medieval Proaza estaba en la ruta principal de comunicación de la zona central asturiana con la meseta, por lo que los valles del Trubia estaban jalonados desde la Edad Media de castillos y torres defensivas que dan fe de su importancia estratégica. De ellos se conservan en la actualidad cuatro en el concejo de Proaza:
la Casa de los Vázquez de Prada, la Torre de los González-Tuñon, la Torre de los Tuñón en Bandujo, la Torre de Tuñon. Los caminos elegidos para el trayecto eran a través del Camín de la Mesa, de la que aún se conservan tramos de la antigua calzada, y a través de Quirós cruzando el Puerto de Ventana. Además, todavía perduran en el concejo varias torres medievales que prueban el lugar estratégico del territorio.De época medieval es también el puente que une los barrios de Villanueva situados a ambos lados del río.
De la etapa de la Monarquía Asturiana se cree que Proaza fue la tierra donde murió el gobernador musulmán Munuza cuando estaba realizando su huida hacia la meseta por La Mesa, sufriendo una emboscada en Olalíes, donde se piensa que perdió la vida.
Las primeras noticias documentadas referidas a terrenos del concejo aparecen durante la etapa medieval, donde se producen numerosas donaciones de tierras de la zona como la de 863 en las que se donan las tierras de Uandugio, Pruazia y Charanga.
De mención especial es el suceso acaecido con el levantamiento del Conde Gonzalo Peláez contra Alfonso VII y que resistió dos años en el castillo de Proaza, siendo derrotado en 1135. Perteneció Proaza como muchos otros concejos asturianos, al obispado asturiano, aunque aquí se desarrollaron movimientos en contra de este dominio eclesiástico, siendo destacables los acontecimientos acaecidos durante tiempos de Enrique II, donde el pueblo protestó de manera clara. Esta situación duró hasta el año 1581 en el que gracias a la desamortización llevada a cabo por Felipe II, Proaza se independizó de la Iglesia, constituyéndose en ayuntamiento el 16 de julio de dicho año, quedando fuera de dicha jurisdicción los cotos señoriales de Llendelafaya y Llinares que serían incorporados en 1827. Proaza ingresa de este modo en la Junta General del Principado.
De los siglos XVII y XVIII son otros ejemplos de arquitectura civil, como el Palacio de los González Tuñón en Proaza, el Palacio de Proacina y la Casa de los García Argüelles, la Casa del Alemán y el Palacio en Villamejín. En 1812 se crea en Proaza un ayuntamiento independiente, incorporándose definitivamente y conjuntamente con la parroquia de Caranga, que dependían de Santo Adriano, a Proaza el 16 de junio de 1859.
En el siglo XX Proaza siguió siendo lugar de paso del ferrocarril que unía las minas de Quirós con la fábrica de Trubia y del carbón de Teverga. Importante para la vida del concejo fue también la construcción de la central eléctrica en los años sesenta que dinamizó la vida económica de la zona.

## Demografía
Proaza cuenta con una población de 675 habitantes (INE 2024).
| Gráfica de evolución demográfica de Proaza entre 1842 y 2021                                                        |
| |
| Población de derecho según los censos de población del INE Población de hecho según los censos de población del INE |

La evolución demográfica en el concejo ha sufrido un grave retroceso desde mitad del siglo XX en el que se produce un descenso continuado y constante de la población hasta llegar a los 795 habitantes actuales. Desde que en 1900 alcanzara su máximo histórico con 3566 habitantes, esta cifra se mantuvo más o menos igualada hasta los años 50, en los que las cercanías de los centros industriales de la región, en especial de Oviedo, acelera el proceso de despoblación dando en la actualidad una pirámide de población invertida donde la mayoría de la población es mayor a los 50 años. De todos los núcleos del concejo, la capital ha sido, sin duda, la que menos ha sufrido todo este proceso involutivo, quedando pequeños pueblos prácticamente desiertos.

## Economía
Dentro de la actividad económica del municipio hay que destacar como el sector primario, determinante y mayoritario en la vida de Proaza durante mucho tiempo ha ido perdiendo peso con el paso de los años, aunque todavía hoy sigue siendo el sector mayoritario de la población del concejo, generando un total del 55,6% de los empleos locales. La ganadería es la principal actividad que se trabaja, siendo la cabaña vacuna con una doble orientación mixta cárnica-láctea la predominante.
El sector secundario y de la construcción emplea a un total del 14,07% de la población activa.
El sector terciario de servicios, aquí representa a un 30,33% de los empleos locales. Es de destacar sin embargo, la apertura de la ruta del oso, que puede relanzar un poco el turismo en la zona.

## Administración y política

### Gobierno municipal
En el concejo de Proaza, desde 1979, el PSOE ha sido el partido que más veces ha conseguido la alcaldía, gobernando en las legislaturas 2, 3, 4, 8, 9, 10 y 11; siendo el actual alcalde Jesús García Álvarez.
| Periodo   | Nombre                                | Partido | Partido                                    |
| --------- | ------------------------------------- | ------- | ------------------------------------------ |
| 1979-1983 | Casimiro Álvarez Cano                 |         | Partido Comunista de España (PCE)          |
| 1983-1985 | Casimiro Álvarez Cano                 |         | Federación Socialista Asturiana (FSA-PSOE) |
| 1985-1990 | Ramón Fernández García                |         | Federación Socialista Asturiana (FSA-PSOE) |
| 1990-1991 | Julio Díaz López                      |         | Federación Socialista Asturiana (FSA-PSOE) |
| 1991-1995 | Emilio Rodríguez-Vigil González-Torre |         | Federación Socialista Asturiana (FSA-PSOE) |
| 1995-1999 | Juan Alberto López Suárez             |         | Partido Popular (PP)                       |
| 1999-2001 | Juan Alberto López Suárez             |         | Unión Renovadora Asturiana (URAS)          |
| 2001-2003 | José Ramón Martínez Alonso            |         | Unión Renovadora Asturiana (URAS)          |
| 2003-2007 | María del Carmen Arias García         |         | Partido Popular (PP)                       |
| 2007-2019 | Ramón Fernández García                |         | Federación Socialista Asturiana (FSA-PSOE) |
| 2019-2022 | Jesús María García Álvarez            |         | Federación Socialista Asturiana (FSA-PSOE) |

| Partido político    | Partido político                                                                | 1979   | 1983   | 1987   | 1991   | 1995   | 1999   | 2003   | 2007   | 2011   | 2015   | 2019   | 2023   |
| Partido político    | Partido político                                                                | Ediles | Ediles | Ediles | Ediles | Ediles | Ediles | Ediles | Ediles | Ediles | Ediles | Ediles | Ediles |
|                     | Federación Socialista Asturiana (FSA-PSOE)                                      | 0      | 5      | 6      | 3      | 2      | 1      | 3      | 4      | 4      | 4      | 4      | 3      |
|                     | Foro Asturias (FAC)                                                             | —      | —      | —      | —      | —      | —      | —      | —      | 3      | —      | —      | —      |
|                     | Alianza Popular (AP)-Partido Popular (PP)                                       | —      | 4      | 3      | 3      | 3      | 1      | 2      | 2      | 0      | 3      | 2      | 3      |
|                     | Partido Comunista de España (PCE)-Izquierda Unida (IU)-Bloque por Asturies (BA) | 9      | 0      | 0      | 0      | 0      | 0      | 0      | 0      | 0      | 0      | 1      | 1      |
|                     | Unión de Centro Democrático (UCD)-Centro Democrático y Social (CDS)             | —      | —      | 0      | 1      | —      | —      | —      | —      | —      | —      | —      | —      |
|                     | Agrupación Independiente del Municipio de Proaza (AIMPRO)                       | —      | —      | —      | 2      | 4      | 1      | 2      | 1      | —      | —      | —      | —      |
|                     | Unión Renovadora Asturiana (URAS)                                               | —      | —      | —      | —      | —      | 4      | —      | —      | —      | —      | —      | —      |
| Total de concejales | Total de concejales                                                             | 9      | 9      | 9      | 9      | 9      | 7      | 7      | 7      | 7      | 7      | 7      | 7      |

### Organización territorial
El concejo de Proaza se divide en 8 parroquias:
- Bandujo
- Caranga
- Linares
- Proacina
- Proaza
- San Martín
- Sograndio
- Traspeña

## Cultura

### Patrimonio

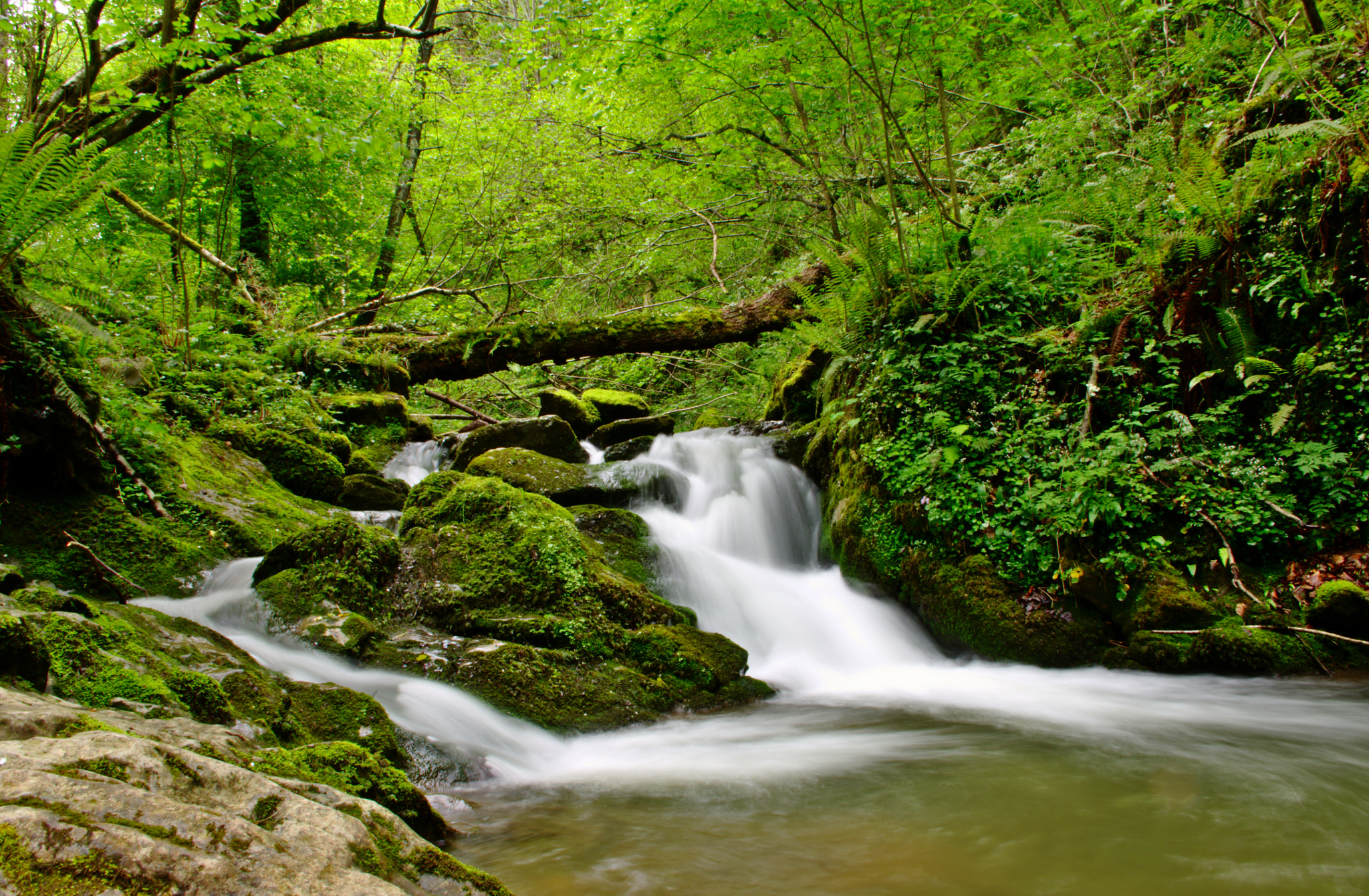
Arroyo de las Xanas, en el desfiladero del mismo nombre

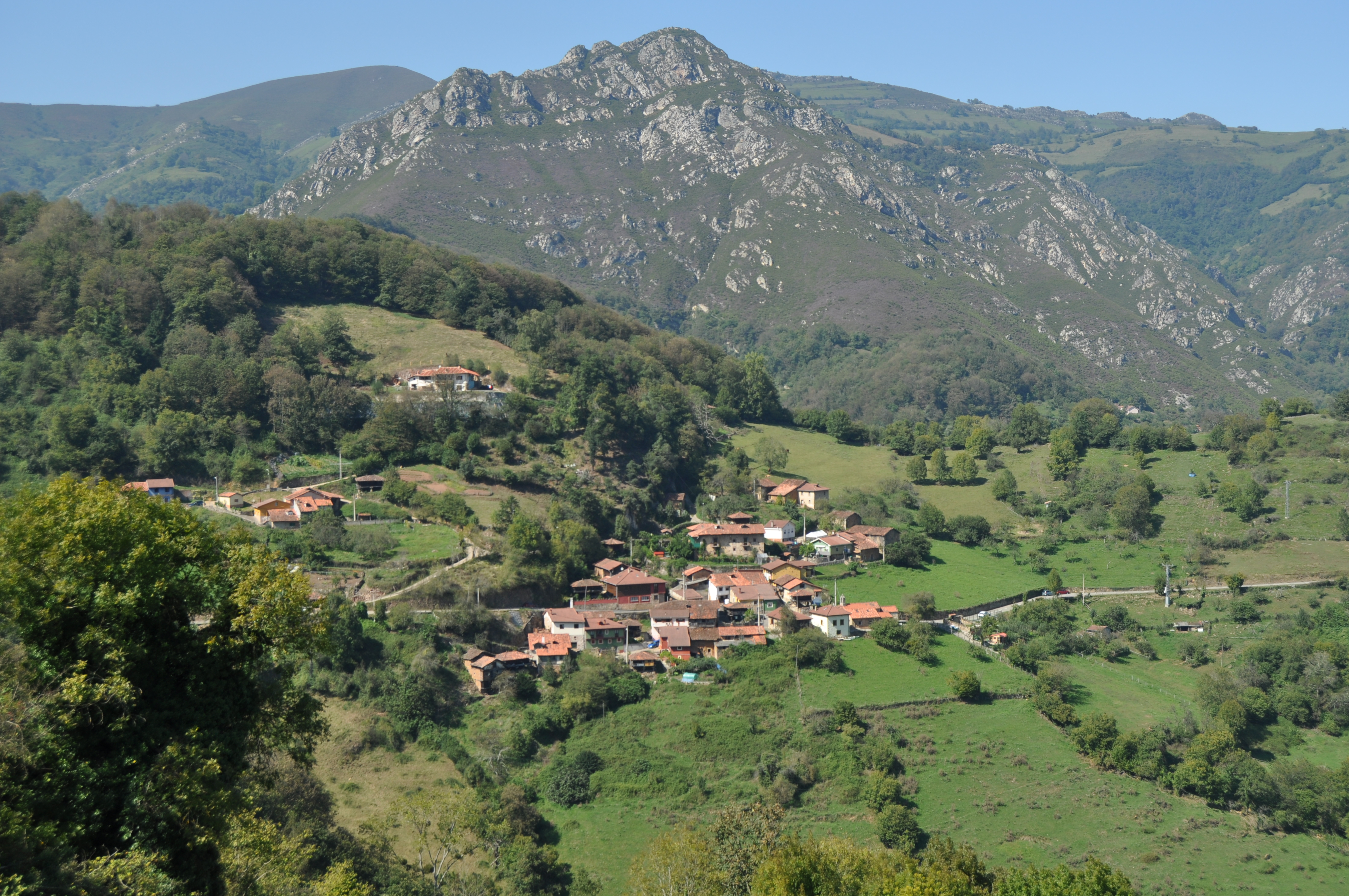
Proacina

Dentro de las obras arquitectónicas del concejo destacamos la torre medieval de Proaza, edificio medieval de carácter militar del que quedan los restos de una torre cilíndrica, construida a base de sillarejo, de cuatro pisos de altura. En ellas se ven los huecos horadados en sus gruesos muros. Al ingreso que estaba situado en la segunda planta se accedía por medio de un puente levadizo, saeteras y ventanas un tanto apuntadas. La puerta de ingreso colocada en el piso inferior parece haber sido abierta en época posterior. Esta torre es Monumento Provincial desde 1965.
También es digna de mención la torre de Bandujo, construida basado en sillarejo para el muro y sillares mejor trabajados y de grandes proporciones para los vanos; con una cubierta que presenta una cornisa ligeramente volada. Los vanos son muy escasos y se abren de forma asimétrica. Se reducen a unas pequeñas saeteras de derrame interno, sumamente estrechas, y una ventana colocada en la parte superior también de dimensiones muy reducidas. En lo alto y protegido por un guardapolvo de grandes proporciones aparece un escudo con las armas de Tuñón mezcladas con las de la familia Álvarez de Bandujo y Miranda.
Otra de las torres medievales se conserva en la casa de Prada, Situada a orillas del Trubia, en el límite con Santo Adriano, ha sufrido un grave deterioro a lo largo de los años. La estructura primitiva que podría fecharse hacia el siglo XVI estaba formada por dos torres de base cuadrangular unidas por un cuerpo central con galería; un corredor comunicaba el núcleo principal con la capilla. Hoy solo se observa una de las torres, de sillarejo, cubierta a cuatro vertientes con una pequeña cornisa, y en la que podemos ver remodelaciones posteriores que distan mucho de su aspecto inicial.
Dentro de las edificaciones religiosas tenemos la iglesia parroquial de Santa María de Bandujo de fundación románica aunque con múltiples reformas. La iglesia conserva de su primitiva construcción románica sólo parte de la nave única y el presbiterio, semicircular en el exterior, con canecillos, y cuadrado en el interior, cubierto con bóveda de cañón.
También nombraremos la capilla de San Mamés en Caranga que presenta un único cuerpo de planta rectangular con ventana dintelada abocinada de derrame interno en el muro izquierdo y vano circular abocinado de derrame interno y externo en el opuesto. El interior se cubre con tejado de madera vista a dos vertientes. Delante de la puerta, hay un pórtico con tejado a tres vertientes, sostenido por cuatro pilares de madera que se apoyan en un alto basamento, realizado en mampostería, reservándose los sillares las cadenas esquineras, los vanos y la espadaña de arco de medio punto y un solo hueco que remata la construcción.
De la construcción palaciega destacaremos el palacio de Proacina de clara adaptación a la topografía puesto que presenta un solo piso en la fachada posterior, mientras en la principal consta de tres plantas. En este frente se abren vanos adintelados, ventanas en los dos pisos inferiores y balcones con balaustrada de hierro sobre repisa rectangular en el superior, colocados de forma simétrica. En una de las fachadas laterales, en el piso superior se abre una galería de madera cerrada y acristalada, propia de la arquitectura popular.
Otro palacio importante es el de Bernardo Terrero en Villamejin, de planta cuadrangular que incluye en su interior una torre del siglo XVI también de base cuadrada situada a paño con la fachada principal flanqueada por dos cuerpos de menor altura. La edificación es popular, utilizándose solamente sillares para vanos y esquinas; ha sufrido numerosas remodelaciones desde su fundación hasta el momento actual.
Por último, hablaremos de una edificación moderna que cambio la vida del concejo como es la central hidroeléctrica obra de Joaquín Vaquero Palacios, realizada en los años 60. Presenta un solo volumen de planta rectangular y cubierta plana; construida de hormigón y de líneas muy geométricas, supera la monotonía de la fachada principal al adosarle módulos triangulares con los vértices agudos hacia arriba que le dan esbeltez y le restan la sensación de horizontalidad que podría predominar en la construcción debido a su escasa altura en relación con la longitud; la fachada lateral, más corta, ofrece una decoración a base de figuras geométricas en alto relieve. Es un edificio que conjuga la funcionalidad y el gusto estético

### Fiestas
- Fiesta gastronómica de los Nabos en Proaza
- Febrero: Ferias de La Candela y San Blas en Proaza.
- Septiembre: son las fiestas de El Cristo de la Misericordia en Proaza, Nuestra Señora en Bandujo, la Romería de Nuestra Señora de los Remedios en Caranga y la de San Antonio en Villamejín.

Cuenta el concejo con numerosas fiestas repartidas por todos los pueblos en los que la tradición está presente en todos ellos. Son por otra parte fiestas con gran presencia gastronómica de los productos de la tierra, destacando la buena calidad de sus embutidos, el famoso pote de nabos y los bollos típicos de pascua. Importante para el concejo son también sus ferias ganaderas, siendo de las más concurridas de toda la comarca central.